# Dj Matrix
Dj Matrix (* 16. Juni 1987 in Schio, Provinz Vicenza, als Matteo Schiavo) ist ein italienischer DJ und Musikproduzent.

## Karriere
Als Kind lernte Schiavo Klavier, ab einem Alter von 14 Jahren begann er, als DJ aufzutreten. Ab 2006 begann er, eigene Dance-Songs zu produzieren. Ein erster Erfolg gelang ihm 2008 mit Tu vivi nell’aria, der gesungen von Miani auch außerhalb Italiens bekannt wurde. 2009 erreichte Dj Matrix online mit dem Lied La tipica ragazza italiana große Popularität. 2013 war er Resident-DJ des Schwimmbads Aquafan in Riccione, wo er mit Gästen wie Avicii, Martin Solveig, Gabry Ponte oder Fabri Fibra auftrat.
In Zusammenarbeit mit Paps ’n’ Skar gelang ihm 2013 ein Hit mit Voglio tornare negli anni 90, veröffentlicht bei Gabry Pontes Label Dance and Love. 2017 war er außerdem am Sommerhit Baila como e Papu der auf YouTube populären Gruppe Gli Autogol in Zusammenarbeit mit Papu Gómez beteiligt.

## Diskografie

### Alben
Alben mit Matt Joe

| Jahr | Titel                      | Höchstplatzierung, Gesamtwochen, AuszeichnungChartsChartplatzierungen (Jahr, Titel, Platzierungen, Wochen, Auszeichnungen, Anmerkungen) | Anmerkungen                                                                       |
| Jahr | Titel                      | IT | Anmerkungen                                                                       |
| ---- | -------------------------- | --- | --------------------------------------------------------------------------------- |
| 2014 | Musica da giostra          | IT[5] (7 Wo.)IT | Teil des Samplers Lo Zoo di 105 Compilation 9 in den Kompilationscharts platziert |
| 2014 | Musica da giostra, vol. 2  | — |                                                                                   |
| 2015 | Ho voglia di Dance!        | — |                                                                                   |
| 2016 | Musica da giostra, vol. 3  | IT92 (1 Wo.)IT |                                                                                   |
| 2017 | Musica da giostra, vol. 4  | IT[2] (9 Wo.)IT | in den Kompilationscharts platziert                                               |
| 2018 | Musica da giostra, vol. 5  | IT[2] (33 Wo.)IT | in den Kompilationscharts platziert                                               |
| 2019 | Musica da giostra, vol. 6  | IT[1] (37 Wo.)IT | in den Kompilationscharts platziert                                               |
| 2020 | Musica da giostra, vol. 7  | IT3 (2 Wo.)IT | Erstveröffentlichung: 26. Juni 2020                                               |
| 2021 | Musica da giostra, vol. 8  | IT8 (3 Wo.)IT | Erstveröffentlichung: 25. Juni 2021                                               |
| 2023 | Musica da giostra, vol. 10 | IT22 (1 Wo.)IT | Erstveröffentlichung: 14. April 2023                                              |
| 2024 | Musica da après-ski        | IT—IT | Erstveröffentlichung: 29. November 2024                                           |

Weitere Alben
- 2007: Controtendenza
- 2008: Dimensione 4 (vs. Daniel Negrin)
- 2013: Beyond Da Eyes

### Singles
| Jahr | Titel Album                            | Höchstplatzierung, Gesamtwochen, AuszeichnungChartsChartplatzierungen (Jahr, Titel, Album, Platzierungen, Wochen, Auszeichnungen, Anmerkungen) | Anmerkungen                                                                                             |
| Jahr | Titel Album                            | IT | Anmerkungen                                                                                             |
| ---- | -------------------------------------- | --- | --- |
| 2013 | Voglio tornare negli anni 90 –         | IT75 Platin · (1 Wo.)IT | Erstveröffentlichung: 8. Februar 2013 feat. Paps ’n’ Skar & Vise Verkäufe: + 70.000                     |
| 2017 | Baila como el Papu –                   | IT21 Platin · (15 Wo.)IT | Erstveröffentlichung: 5. Mai 2017 Gli Autogol & Dj Matrix feat. Papu Gómez Verkäufe: + 50.000           |
| 2020 | Courmayeur Musica da giostra, vol. 7   | IT44 Platin · (14 Wo.)IT | Erstveröffentlichung: 3. Januar 2020 mit Carolina Marquez & Ludwig feat. Gabry Ponte Verkäufe: + 70.000 |
| 2021 | Coro azzurro Musica da giostra, vol. 8 | IT50 Gold · (6 Wo.)IT | Erstveröffentlichung: 28. Mai 2021 mit Gli Autogol feat. Arisa & Ludwig Verkäufe: + 35.000              |

Weitere Singles
- 2007: Balla con me
- 2011: La tipica ragazza italiana – IT: Gold (35.000+)
- 2011: Arara (Babalu Aye)
- 2012: Puntini puntini (feat. Velo)
- 2013: Fall in Love (mit Gabry Ponte)
- 2014: I Love Girls (Tacabro vs. Dj Matrix feat. Kenny Ray)
- 2014: Beverly Hills (Hot Funk Boys Original Mix) (feat. Melilla)
- 2014: Fenomena (La ragazza del DJ) (feat. Luca Menti)
- 2014: Con una 500 (Paps ’n’ Skar feat. Dj Matrix & Vise)
- 2015: Fanno Bam (feat. Paps ’n’ Skar & Vise)
- 2015: Dj Pacco (vs. Vise)
- 2015: Bella signora (Ivan Fillini vs. Dj Matrix)
- 2016: Tutti in piedi sul divano (mit Matt Joe feat. Gli Autogol)
- 2016: Una tribù che balla (feat. Paps ’n’ Skar & Vise)
- 2016: Fanno Bam (Gabry Ponte Remix) (feat. Paps ’n’ Skar & Vise) – IT: Gold (35.000+)
- 2017: Non preoccuparty (Jay C, Dj Matrix & Paolo Ortelli feat. Vise)
- 2021: Un mondo magico (mit Skar & Manfree feat. Marvin) – IT: Gold (50.000+)
- 2023: Sarà perché ti amo (mit Carolina Márquez)

## Auszeichnungen für Musikverkäufe
| Goldene Schallplatte - Spanien - 2024: für die Single Sarà perché ti amo |

Anmerkung: Auszeichnungen in Ländern aus den Charttabellen bzw. Chartboxen sind in ebendiesen zu finden.
| Land/RegionAuszeichnungen für Musikverkäufe (Land/Region, Auszeichnungen, Verkäufe, Quellen) | Gold     | Platin     | Verkäufe | Quellen             |
| -------------------------------------------------------------------------------------------- | -------- | ---------- | -------- | ------------------- |
| Italien (FIMI)                                                                               | 4× Gold4 | 3× Platin3 | 345.000  | fimi.it             |
| Spanien (Promusicae)                                                                         | Gold1    | —          | 30.000   | elportaldemusica.es |
| Insgesamt                                                                                    | 5× Gold5 | 3× Platin3 |          |                     |

## Belege
1. ↑  Silvia Ferrari: Dj Matrix, fenomeno da You Tube. In: IlGiornalediVicenza.it. Società Athesis, 9. August 2010, archiviert vom Original (nicht mehr online verfügbar) am 4. März 2016; abgerufen am 18. September 2017 (italienisch).
2. ↑  Marcella Gaudina: DJ Matrix, il disc jockey più amato dal popolo di internet. In: Mondointasca.org. 25. März 2016, abgerufen am 18. September 2017 (italienisch).
3. ↑  Chartquellen:
  - Alben von Dj Matrix. In: Italiancharts.com. Hung Medien, abgerufen am 10. Juli 2020.
  - Top of the Music History. FIMI, abgerufen am 22. November 2021 (italienisch, Compilation).
4. ↑  Various – Lo Zoo di 105 Compilation 9 bei Discogs
5. ↑  Archivio classifiche Top Singoli. FIMI, abgerufen am 22. November 2021 (italienisch).

| Personendaten    | Personendaten                       |
| ---------------- | ----------------------------------- |
| NAME             | Dj Matrix                           |
| ALTERNATIVNAMEN  | Schiavo, Matteo (Geburtsname)       |
| KURZBESCHREIBUNG | italienischer DJ und Musikproduzent |
| GEBURTSDATUM     | 16. Juni 1987                       |
| GEBURTSORT       | Schio, Provinz Vicenza              |